# Хорсшу-Лейк (Арканзас)
Хорсшу-Лейк (англ. Horseshoe Lake, Arkansas) — город, расположенный в округе Криттенден (штат Арканзас, США) с населением в 321 человек по статистическим данным переписи 2000 года.

## География
По данным Бюро переписи населения США город Хорсшу-Лейк имеет общую площадь в 0,26 квадратных километров, водных ресурсов в черте населённого пункта не имеется.
Хорсшу-Лейк расположен на высоте 9 метров над уровнем моря.

### Озеро
Город получил имя по названию расположенного к востоку озера Хорсшу-Лейк, имеющего форму подковы (англ. Horseshoe — «лошадиная подкова»). Подобная форма озёр и стариц не является редкостью среди водоёмов равнин нижнего течения реки Миссисипи и дельт других рек.

## Демография
По данным переписи населения 2000 года в Хорсшу-Лейк проживал 321 человек, 89 семей, насчитывалось 156 домашних хозяйств и 241 жилой дом. Средняя плотность населения составляла около 802,5 человек на один квадратный километр. Расовый состав Хорсшу-Лейк по данным переписи распределился следующим образом: 94,39 % белых, 5,30 % — чёрных или афроамериканцев, 0,31 % — других народностей. Испаноговорящие составили 0,31 % от всех жителей города.
Из 156 домашних хозяйств в 18,6 % — воспитывали детей в возрасте до 18 лет, 47,4 % представляли собой совместно проживающие супружеские пары, в 4,5 % семей женщины проживали без мужей, 42,9 % не имели семей. 35,9 % от общего числа семей на момент переписи жили самостоятельно, при этом 16,7 % составили одинокие пожилые люди в возрасте 65 лет и старше. Средний размер домашнего хозяйства составил 2,06 человек, а средний размер семьи — 2,65 человек.
Население города по возрастному диапазону по данным переписи 2000 года распределилось следующим образом: 17,4 % — жители младше 18 лет, 4,0 % — между 18 и 24 годами, 26,2 % — от 25 до 44 лет, 27,4 % — от 45 до 64 лет и 24,9 % — в возрасте 65 лет и старше. Средний возраст жителей составил 47 лет. На каждые 100 женщин в Хорсшу-Лейк приходилось 92,2 мужчин, при этом на каждые сто женщин 18 лет и старше приходилось 89,3 мужчин также старше 18 лет.
Средний доход на одно домашнее хозяйство в городе составил 30 083 доллара США, а средний доход на одну семью — 36 250 долларов. При этом мужчины имели средний доход в 29 583 доллара США в год против 23 750 долларов среднегодового дохода у женщин. Доход на душу населения в городе составил 17 517 долларов в год. 4,9 % от всего числа семей в округе и 10,2 % от всей численности населения находилось на момент переписи населения за чертой бедности, при этом 3,9 % из них были моложе 18 лет и 20,5 % — в возрасте 65 лет и старше.